# Катарина Ивановска
Катарина Ивановска (македонски: Катарина Ивановска; рођена 18. августа 1988) је македонска манекенка и глумица. Своју манекенску каријеру започела је 2004. године, појављивањем на Миланској недељи моде након побједе у Look Models International у Сјеверној Македонији.
У децембру 2004. године појавила се у насловници за часопис Ел, а појавила се и у часопису Citizen K, Stiletto те италијанском и руском Воуг-у.
Била је на насловницама часописа Diva и Máxima и у рекламама за Долче & Габану 2006. године. Сматра се најуспешнијим македонским моделом. Ивановска се 2010. појавила у српском часопису Ел. 2011. године потписала је уговор за рекламирање Викторија'с сикрет производа.